# 東邦ガス
- 東邦ガス
- 東邦瓦斯

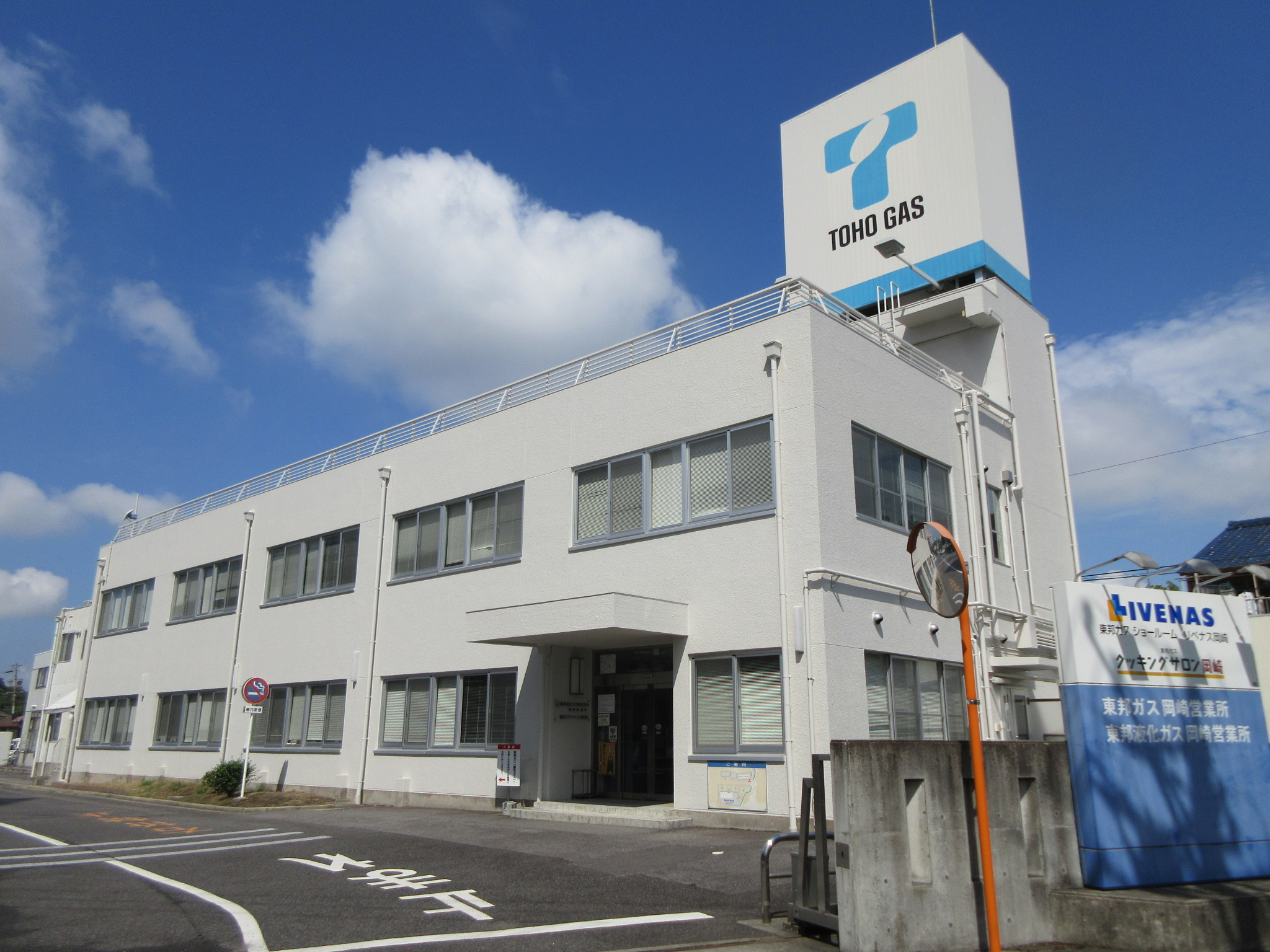
岡崎事業所（愛知県岡崎市久後崎町）

東邦ガス株式会社（とうほうガス、英: TOHO GAS CO.,LTD.、登記上の商号: 東邦瓦斯株式会社）は、愛知県名古屋市熱田区桜田町に本社を置く、ガス会社である。
東京ガス、大阪ガス、西部ガスホールディングスと共に日本四大都市ガスの一つに数えられる。導管部門の子会社に東邦ガスネットワークがある。
名古屋経済界の有力企業「五摂家」の一社に挙げられる。

## 営業地域
小売営業地域は、愛知県、岐阜県、三重県の3県で、50市25町1村に及ぶ。
- 愛知県
尾張地方[注 2]、西三河地方、東三河地方のうち、豊川市（旧宝飯郡音羽町）と蒲郡市（旧宝飯郡形原町）[3]。西三河地方のうち岡崎市を中心とする地区と豊川市・蒲郡市の一部は、元は関連会社の（旧）岡崎ガスの地域。
- 岐阜県
岐阜市周辺及び東濃地方の一部（可児市、多治見市、土岐市）。前者は元は関連会社の（旧）岐阜ガスの地域。
- 三重県
四日市市、津市、松阪市、伊勢市等。元は関連会社の（旧）合同ガスの地域。また桑名市周辺に合併前から直営の地域と（旧）桑名市営ガスの地域が混在する。

## 歴史
1922年（大正11年）、関西電気が九州電灯鉄道と合併し、東邦電力と改称されると、それまで営んでいたガス事業部門を独立させ、名古屋瓦斯株式会社を買収した上で、ガス事業専業の会社として設立された。
2003年（平成15年）4月に関連会社の合同ガス・岐阜ガス・岡崎ガス各社を合併しエリアを大幅に拡大した。
- 1922年（大正11年）6月26日 - 設立。ガス事業開始。名古屋瓦斯株式会社を買収。
- 1927年（昭和2年）3月 - 西部合同瓦斯株式会社を合併[1]。
- 1930年（昭和5年）12月 - 福岡等のガス事業を西部瓦斯株式会社へ譲渡[1]。
- 1940年（昭和15年）1月 - 熱田製造所（後の港明工場）操業開始[1]。
- 1942年（昭和17年）4月17日 - 水島ガス設立[1]。
- 1958年（昭和33年）9月 - 港明製造所（後の港明工場）操業開始[1]。
- 1959年（昭和34年）4月 - 桜田製造所廃止[1]。
- 1970年（昭和45年）10月 - 空見工場操業開始[1]。
- 1976年（昭和51年）11月 - 知多工場操業開始[1]。
- 1977年（昭和52年）9月 - 知多LNG共同基地操業開始[1]。
- 1978年（昭和53年）6月 - 天然ガスへの転換開始[1]（1993年5月までに転換完了）。
- 1985年（昭和60年）11月 - ガスエネルギー館をオープン。
- 1991年（平成3年）10月 - 四日市工場操業開始[1]。
- 1998年（平成10年）6月 - 港明工場廃止[1]。
- 2001年（平成13年）11月 - 知多緑浜工場操業開始[1]。
- 2003年（平成15年）4月 - 合同瓦斯株式会社、岐阜瓦斯株式会社、岡崎瓦斯株式会社を合併[1]。
- 2004年（平成16年）6月 - 空見工場廃止[1]。
- 2005年（平成17年）7月 - 津島ガスから江南市域の都市ガス事業を譲受。
- 2008年（平成20年）4月 - 桑名市から市営の一般ガス事業を譲り受け[1]。
- 2009年（平成21年）10月2日 - 1974年（昭和49年）から行われていた高圧管の環状化工事が完了[1]。
- 2013年（平成25年）9月 - 中部電力と共同で建設した「伊勢湾横断ガスパイプライン」の工事が完了[4]。
- 2018年（平成30年）9月25日 - 港明工場跡地を再開発した「みなとアクルス」（名古屋市港区）がまちびらき（開業）[5][6]。
- 2022年（令和4年）4月1日 - 大手都市ガスの導管部門法的分離規制により、導管部門を東邦ガスネットワークに分社化。
- 2024年（令和6年）4月1日 - 技術研究所内にカーボンニュートラルなどの技術開発を紹介する見学施設「CaN-Lab」をオープン[7]。

## 不祥事

### カルテル
2024年3月5日、東海地方での事業用ガスの入札などで談合を繰り返したとして、経済産業省は中部電力と中部電力ミライズと東邦ガスに補助金交付や同省が公募する事業での指名を半年間停止した。公正取引委員会は4日に独占禁止法違反（不当な取引制限）で中部電力とミライズに計2678万円の課徴金納付を命じていた。東邦ガスは公取の調査開始前に談合を自主申告したため、課徴金減免制度により納付命令については免れていた。

## CMキャラクター及びキャッチフレーズ
- 2018年3月より元中日ドラゴンズ投手の山本昌と、相田翔子を起用し同時に「ガスはプロの安心を！ガストライク！東邦ガス！」をキーメッセージとしてCMやキャンペーンを展開している[9]。
- 2018年9月から「みなとアクルス」のまちびらきに合わせて新企業CMを開始した[10]。
- 2019年11月より浅田真央が新たに起用される。

過去のキャッチフレーズは下記の通りである。
- 2004〜2005年 「ガスは、すごいことになっている」
- 2005〜2006年 「ガスは、すごいだけじゃないらしい」
- 2006〜2007年 「天然生活　さあ、ガスの時代」
- 2007～2010年 「ガスの得意はガスにまかせろ。」

2011年からは、料理研究家の栗原はるみを起用した「栗原さんちはガスのごはん」シリーズが放映されている。なお同じCMが、大阪ガスや四国ガス・西部ガスなどでも社名を差し替えて放映されている。
過去には、イメージキャラクターとして、鳥居かほり、吉川十和子、龍虎、中村雅俊、ユースケ・サンタマリアなどが出演していた。
静岡県浜松市については、サーラエナジー(旧・中部ガス)エリアとなるため、豊橋中継局を通じてCMも見ることもできる。

## スポンサー、冠スポンサーについている番組
- 現在
  - スイッチ!（東海テレビ、提供は火・水・木曜日）
  - キャッチ!（中京テレビ、提供は月・水・金曜日、水曜日はミニコーナー「食卓の秘密」も提供）
  - なるほどプレゼンター!花咲かタイムズ（CBCテレビ）
  - ドデスカ!（メ〜テレ、提供は水曜日)
  - 名探偵コナン（読売テレビ制作・日本テレビ系列。ただし日本ガス協会枠のため提供クレジットでは『日本ガス協会』と表示。CMは当社の営業エリアである中京テレビエリアのみ放映。）
  - 土曜スペシャル（テレビ愛知）
  - 工場へ行こう（テレビ愛知、提供は第2土曜日）
  - 和風総本家（岐阜放送）
  - ザキオカ×スクランブル（CBCラジオ、2023年12月2日 - ）
- 過去
  - UP!（メ〜テレ）
  - 中京テレビNewsリアルタイム → News every.（中京テレビ）
  - イッポウ（CBCテレビ）
  - 名古屋発!新そこが知りたい→そこが知りたい 特捜!板東リサーチ（CBCテレビ）※終了と同時に降板
  - ごはんの学校（東海テレビ）
  - いい旅・夢気分（岐阜放送）
  - 天気予報（同上）
  - 東邦ガス MORNING ESSENCE（FM愛知）

## 関係会社
※特記無きものは全て株式会社である。

### ガス事業
| - 東邦ガスネットワーク - 東邦ガスライフソリューションズ - 東邦ガスコミュニケーションズ - 東邦ガス・カスタマーサービス - 水島ガス - 東邦ガステクノ |

### LPG・その他エネルギー事業
| - 東邦液化ガス - 東液供給センター - ワセ田ガス - ヤマサ總業 - シリウス・ソーラー・ジャパン63合同会社 |

### その他の事業
| - 東邦ガス不動産開発 - 東邦ガスエナジーエンジニアリング - 東邦ガス情報システム - 東邦総合サービス - 東邦エルエヌジー船舶 | - 東邦冷熱 - 東邦ガスセイフティライフ - ガスリビング三重 - 四日市空調エンジニアリング - 東邦フラワー |

### 海外の企業
| - Toho Gas Australia Pty Ltd - Toho Gas Ichthys Pty Ltd - Toho Gas Ichthys Development Pty Ltd - Toho Gas Canada Ltd. - Toho Gas USA Investment, LLC |